# Сабрина в Риме
Сабрина в Риме — американский телевизионный фильм, созданный по заказу АВС. Позиционируется как часть сериала Сабрина — маленькая ведьма, это первый фильм снятый по данному сериалу. В фильме присутствуют только два главных героя сериала: Сабрина Спеллман (Мелисса Джоан Харт) и Сэйлем Сэйберхэген (озвучен Ником Бэкеем).
Режиссёр фильма Тибор Такач также являлся режиссёром фильма Сабрина — маленькая ведьма, на котором основан сериал. После успеха «Сабрины в Риме» ABC снял сиквел «Сабрина под водой».
Фильм был включен в DVD 7 сезона сериала Сабрина — маленькая ведьма.

## Сюжет
Если Сабрина не откроет таинственный древний медальон с заключенной в нём силой, её тетя София будет потеряна навсегда. Отец Сабрины рассказывает ей о том, что разгадка скрыта в Риме. Сабрина вместе с Сэйлемом направляется в Рим, где встречает привлекательного фотографа Пола. Её селят в одну комнату с соседкой, которая оказывается британской ведьмой Гвен. Сабрина и Гвен пытаются разгадать секрет медальона.
В то же время Пол и его друг Тревис обнаруживают, что Сабрина — ведьма и хотят продать эту информацию. В конце концов Пол отказывается предавать Сабрину и этот поступок освобождает Софию из многолетнего изгнания.

## В ролях
- Мелисса Джоан Харт — Сабрина Спеллман/София
- Эдди Миллс — Пол
- Тара Стронг — Гвен
- Ник Бэкей — Сэйлем
- Эрик Александр — Альберто
- Джеймс Филдс — Тревис
- Роберт Стейнер — Роберто